# WebP
WebP je ztrátový i bezztrátový kompresní souborový formát pro rastrové obrázky. Vyvinula jej firma Google ze svého otevřeného formátu pro video VP8 používaného v kontejneru WebM a první vydání je z 30. září 2010.
Formát podporuje průhlednost a animaci.
Referenční implementace obsahuje konverzní program pro příkazovou řádku Linuxu pojmenovaný webpconv a knihovnu pro dekódování.